# St. Denis Medical
St. Denis Medical es una serie de televisión de comedia de situación estadounidense cocreada por Justin Spitzer y Eric Ledgin. La serie sigue a los agobiados médicos y enfermeras que trabajan en un hospital de Oregón con escasos recursos. Está protagonizada por Wendi McLendon-Covey, David Alan Grier, Allison Tolman, Josh Lawson, Mekki Leeper, Kaliko Kauahi y Kahyun Kim. La serie se estrenó a través de NBC el 12 de noviembre de 2024. En enero de 2025, la serie fue renovada para una segunda temporada.

## Reparto

### Principales
- Wendi McLendon-Covey como Joyce,[2] directora ejecutiva de St. Denis Medical y ex cirujana de oncología.
- Allison Tolman como Alex,[3] una enfermera supervisora del Departamento de Urgencias.
- Josh Lawson como Bruce,[4] un engreído traumatólogo que trabaja principalmente en el Departamento de Urgencias.
- Kahyun Kim como Serena,[5] una enfermera de urgencias con una tendencia salvaje.
- Mekki Leeper como Matt,[4] un enfermero recién contratado en el Departamento de Urgencias.
- David Alan Grier como Ron,[6] divorciado y médico cascarrabias del Departamento de Urgencias.
- Kaliko Kauahi como Val[7] administradora de enfermería y veterana de St. Denis Medical.

### Recurrentes
- Dave Theune como Keith, un enfermero menospreciado
- Emma Pope como Dakota, una enfermera dispéptica

### Invitados
- Mindy Sterling como Laurie, una paciente de St. Denis
- Lynn Whitfield como Barb, la abuela de una paciente interesada en salir con Ron
- Nico Santos como Rene, un enfermero experimentado[8]
- Erinn Hayes como la Dra. Taylor, una cirujana
- Stephen Schneider como Steve, el capellán del hospital[9]
- Kyle Bornheimer como Tim, el marido de Alex
- Dee Dee Rescher como Ruth, una paciente sin hogar
- Steve Little como Sanderson, el novio intermitente de Joyce

## Episodios
| N.º | Título                                | Dirigido por     | Escrito por                                                  | Fecha de emisión original | Audiencia (millones) |
| --- | ------------------------------------- | ---------------- | ------------------------------------------------------------ | ------------------------- | -------------------- |
| 1   | «Welcome to St. Denis»                | Ruben Fleischer  | Justin Spitzer y Eric Ledgin                                 | 12 de noviembre de 2024   | 3.75                 |
| 2   | «A Very Robust Personal Life»         | Ruben Fleischer  | Sierra Teller Ornelas y Owen Ellickson                       | 12 de noviembre de 2024   | 3.05                 |
| 3   | «Weird Stuff You Can't Explain»       | Matt Sohn        | Hunter Toro                                                  | 19 de noviembre de 2024   | 3.11                 |
| 4   | «Salamat You Too»                     | Jason Woliner    | Bridget Kyle y Vicky Luu                                     | 26 de noviembre de 2024   | 2.66                 |
| 5   | «A Peanut and Caramel-Filled Miracle» | Matt Sohn        | Justin Shanes                                                | 3 de diciembre de 2024    | 2.74                 |
| 6   | «Ho-Ho-Hollo»                         | Heather Jack     | Kyle Mack                                                    | 17 de diciembre de 2024   | 2.75                 |
| 7   | «50 cc's of Kindness»                 | Christine Gernon | Emman Sodorra                                                | 14 de enero de 2025       | 2.75                 |
| 8   | «Gimme the Scuttlebutt»               | Shahrzad Davani  | Bridget Kyle y Vicky Luu                                     | 21 de enero de 2025       | 2.47                 |
| 9   | «You Gotta Have a Plan»               | Bill Benz        | Naomi Ekperigin                                              | 28 de enero de 2025       | 2.35                 |
| 10  | «People Just Say Stuff Online»        | Ken Whittingham  | Eric Ledgin y Justin Spitzer                                 | 4 de febrero de 2025      | 2.41                 |
| 11  | «Nobody Even Mentions the Brownies!»  | Heather Jack     | Justin Shanes                                                | 11 de febrero de 2025     | 2.56                 |
| 12  | «Buffalo Bruce and Matty the Kid»     | Heather Jack     | Naomi Ekperigin                                              | 18 de febrero de 2025     | 2.39                 |
| 13  | «Some Famous Internet Guy»            | Phil Traill      | Dan White                                                    | 25 de febrero de 2025     | 2.31                 |
| 14  | «Listen to Your Ladybugs»             | Bill Benz        | Guion de: Kyle Mack Historia de: Hunter Toro y Justin Shanes | 11 de marzo de 2025       | 2.26                 |
| 15  | «Sometimes It's Good to Be Cautious»  | Heather Jack     | Jeremy Bronson y Hunter Toro                                 | 25 de marzo de 2025       | 2.43                 |
| 16  | «Anything to Push Zaluva»             | Randall Winston  | Jordan Hearne                                                | 1 de abril de 2025        | 2.11                 |
| 17  | «Bruce-ic and the Mus-ic»             | Trent O'Donnell  | Bridget Kyle y Vicky Luu                                     | 22 de abril de 2025       | 2.07                 |
| 18  | «This Place Is Our Everything»        | Jeffrey Blitz    | Eric Ledgin                                                  | 29 de abril de 2025       | 2.12                 |

## Producción

### Desarrollo
En agosto de 2022, NBC ordenó la producción del piloto de la serie. En junio de 2023, se ordenó la producción de la serie.
La serie está producida por Universal Television, una división de Universal Studio Group, y cuenta con la producción ejecutiva de los creadores de la serie Eric Ledgin y Justin Spitzer, con Spitzer bajo su bandera de producción basada en Universal TV Spitzer Holding Company , y Simon Heuer, Jefe de Desarrollo de TV en Spitzer Holding Company.
St. Denis Medical se trasladó a la temporada televisiva 2024-25 debido a retrasos en la producción relacionados con los conflictos laborales en Hollywood. En junio de 2024, la serie recibió el pedido de una temporada completa de 18 episodios. La serie se estrenó a través de NBC el 12 de noviembre de 2024. El 14 de enero de 2025, NBC renovó la serie para una segunda temporada.

### Selección de reparto
Tras el pedido del piloto, se confirmó que Wendi McLendon-Covey encabezaría la serie como Joyce. En marzo de 2023, Allison Tolman fue elegida para el papel de Alex en el piloto. Más tarde ese mismo mes, David Alan Grier, Josh Lawson, Mekki Leeper y Kahyun Kim fueron confirmados como miembros principales de la serie antes de que comenzara la producción del piloto.  Kaliko Kauahi fue anunciado como miembro del reparto en marzo de 2024. Stephen Schneider fue anunciado como miembro recurrente del reparto en junio de 2024. Nico Santos fue anunciado como estrella invitada en un papel recurrente en septiembre de 2024.

## Recepción

### Respuesta crítica
En el sitio web del agregador de reseñas Rotten Tomatoes la serie tiene un índice de aprobación del 90%, basándose en 20 reseñas con una calificación media de 7.1/10. El consenso crítico del sitio web dice: «El pronóstico es prometedor para St. Denis Medical, una aportación agria y bien interpretada al género de comedias de falso documental de probada eficacia.» En Metacritic, tiene una puntuación media ponderada de 69 de 100, basada en 14 reseñas, indicando reseñas «generalmente favorables».

### Audiencia
| N.º | Título                                | Fecha de emisión        | ÍA (18–49) | Audiencia (millones) | DVR (18–49) | Audiencia DVR (millones) | Total (18–49) | Audiencia total (millones) | Ref(s) |
| --- | ------------------------------------- | ----------------------- | ---------- | -------------------- | ----------- | ------------------------ | ------------- | -------------------------- | ------ |
| 1   | «Welcome to St. Denis»                | 12 de noviembre de 2024 | 0.5/6      | 3.75                 | 0.1         | 1.01                     | 0.6           | 4.75                       | [ 11 ] |
| 2   | «A Very Robust Personal Life»         | 12 de noviembre de 2024 | 0.5/5      | 3.05                 | 0.1         | 0.87                     | 0.5           | 3.92                       | [ 11 ] |
| 3   | «Weird Stuff You Can't Explain»       | 19 de noviembre de 2024 | 0.3/4      | 3.11                 | 0.1         | 0.77                     | 0.5           | 3.88                       | [ 12 ] |
| 4   | «Salamat You Too»                     | 26 de noviembre de 2024 | 0.3/4      | 2.66                 | 0.1         | 0.84                     | 0.4           | 3.51                       | [ 13 ] |
| 5   | «A Peanut and Caramel-Filled Miracle» | 3 de diciembre de 2024  | 0.3/4      | 2.74                 | 0.1         | 0.57                     | 0.4           | 3.32                       | [ 14 ] |
| 6   | «Ho-Ho-Hollo»                         | 17 de diciembre de 2024 | 0.3/4      | 2.75                 | 0.1         | 0.60                     | 0.4           | 3.35                       | [ 15 ] |
| 7   | «50 cc's of Kindness»                 | 14 de enero de 2025     | 0.3/3      | 2.75                 | 0.1         | 0.64                     | 0.3           | 3.39                       | [ 16 ] |
| 8   | «Gimme the Scuttlebutt»               | 21 de enero de 2025     | 0.3/3      | 2.47                 | 0.1         | 0.67                     | 0.3           | 3.13                       | [ 17 ] |
| 9   | «You Got to Have a Plan»              | 28 de enero de 2025     | 0.3/4      | 2.35                 | 0.1         | 0.71                     | 0.4           | 3.07                       | [ 18 ] |
| 10  | «People Just Say Stuff Online»        | 4 de febrero de 2025    | 0.3/4      | 2.41                 | 0.1         | 0.63                     | 0.4           | 3.03                       | [ 19 ] |
| 11  | «Nobody Even Mentions the Brownies!»  | 11 de febrero de 2025   | 0.3/4      | 2.56                 | 0.1         | 0.58                     | 0.4           | 3.14                       | [ 20 ] |
| 12  | «Buffalo Bruce and Matty the Kid»     | 18 de febrero de 2025   | 0.3/4      | 2.39                 | 0.1         | 0.63                     | 0.4           | 3.03                       | [ 21 ] |
| 13  | «Some Famous Internet Guy»            | 25 de febrero de 2025   | 0.3/4      | 2.31                 | 0.1         | 0.55                     | 0.4           | 2.86                       | [ 22 ] |
| 14  | «Listen to Your Ladybugs»             | 11 de marzo de 2025     | 0.3/5      | 2.26                 | 0.1         | 0.56                     | 0.4           | 2.82                       | [ 23 ] |
| 15  | «Sometimes It's Good to Be Cautious»  | 25 de marzo de 2025     | 0.2/4      | 2.43                 | 0.1         | 0.56                     | 0.4           | 2.99                       | [ 24 ] |
| 16  | «Anything to Push Zaluva»             | 1 de abril de 2025      | 0.2/3      | 2.11                 | 0.1         | 0.58                     | 0.3           | 2.69                       | [ 25 ] |
| 17  | «Bruce-ic and the Mus-ic»             | 22 de abril de 2025     | 0.2/3      | 2.07                 | 0.1         | 0.54                     | 0.3           | 2.61                       | [ 26 ] |
| 18  | «This Place Is Our Everything»        | 29 de abril de 2025     | 0.3/4      | 2.12                 | —           | —                        | —             | —                          | [ 27 ] |